# Odinia picta
Odinia picta är en tvåvingeart som beskrevs av Friedrich Hermann Loew 1861. Odinia picta ingår i släktet Odinia och familjen tickflugor. Inga underarter finns listade i Catalogue of Life.